# Iris iberica
Iris iberica là một loài thực vật có hoa trong họ Diên vĩ. Loài này được Steven miêu tả khoa học đầu tiên năm 1808.